# Christian Samuel Theodor Bernd
Theodor Bernd (* 12. April 1775 in Meseritz, Neumark; † 26. August 1854 in Bonn) war ein deutscher Linguist, Sphragistiker und Heraldiker.

## Leben
Bernd studierte seit 1794 in Jena Theologie, musste aber schon seit 1796 sein Fortkommen als Hauslehrer suchen. Joachim Heinrich Campe zog ihn 1804 nach Braunschweig zur Mitarbeit am „Wörterbuch der deutschen Sprache“. Doch fiel die Arbeit bald Bernd allein zu, der sie von 1807 bis 1811 vollendete.
1811 erhielt er eine Stelle an der Bibliothek zu Breslau, im Mai 1813 eine Professur am Gymnasium in Kalisch und im Oktober 1815 eine solche am Königlichen Gymnasium in Posen. Im Herbst 1818 wurde er als Bibliothekarsekretär an die Rheinische Friedrich-Wilhelms-Universität Bonn berufen, wo er im Dezember 1822 zugleich a. o. Professor für Diplomatik, Sphragistik und Heraldik wurde.

## Werke
Sprachwissenschaft
- Die deutsche Sprache im Großherzogtum Posen (Bonn 1820)
- Die Verwandtschaft der germanischen und slawischen Sprachen (Bonn. 1822)
- Die doppelförmigen Zeitwörter der deutschen Sprache (Aachen 1837, Band 1)

Wappenkunde
- Allgemeine Schriftenkunde der gesamten Wappenwissenschaft (Leipzig 1830–41, 4 Bde., Digitalisat)
- Wappenbuch der Preussischen Rheinprovinz mit Beschreibung der Wappen (Bonn 1835, 2 Bde.; Nachtrag 1842; Digitalisat)
  - Band 1: Wappen des immatrikulierten Adels. 1835 (Digitalisat)
  - Band 2: Wappen des nicht immatrikulierten Adels. 1835 (Digitalisat)
  - Beschreibung der im Wappenbuche der preussischen Rheinprovinz gelieferten Wappen, nebst eine Farbentafel. 1835 (Digitalisat)
- Die Hauptstücke der Wappenwissenschaft (Bonn 1841–49, 2 Bde.), sein Hauptwerk; Band 1 (Digitalisat) und Band 2 (Digitalisat)
- Die drei deutschen Farben und ein deutsches Wappen, eine geschichtlich-wappenwissenschaftliche Untersuchung, und ein darauf gegründeter Vorschlag. (Bonn 1848), herausgegeben bei Eduard Weber (Google Books)
- Handbuch der Wappenwissenschaft (Leipzig 1856)